# Joseph Ruttenberg
Joseph Ruttenberg (San Pietroburgo, 4 luglio 1889 – Los Angeles, 1º maggio 1983) è stato un direttore della fotografia russo naturalizzato statunitense.

## Biografia
Iniziò la sua carriera nel 1917 per la Fox Film Corporation, con un western diretto da William Nigh, The Blue Streak. Ruttenberg vinse quattro Oscar alla migliore fotografia e un Golden Globe. Il suo ultimo film lo girò nel 1968.

## Premi
Nella sua carriera vinse quattro Oscar alla migliore fotografia: nel 1939 per Il grande valzer, nel 1943 per La signora Miniver, nel 1957 per Lassù qualcuno mi ama e nel 1959 per Gigi. Vinse inoltre un Golden Globe per la migliore fotografia per il film Brigadoon.

## Filmografia
- The Blue Streak, regia di William Nigh (1917)
- The Debt of Honor, regia di O.A.C. Lund (1918)
- A Fallen Idol, regia di Kenean Buel (1919)
- The Shark, regia di Dell Henderson (1920)
- L'inapprezzabile (Beyond Price), regia di J. Searle Dawley (1921)
- Summer Bachelors, regia di Allan Dwan (1926)
- The Struggle, regia di David Wark Griffith (1931)
- Poppin' the Cork, regia di Jack White (1933)
- Woman in the Dark, regia di Phil Rosen (1934)
- Espiazione (The People's Enemy), regia di Crane Wilbur (1935)
- Furia (Fury), regia di Fritz Lang (1936)
- Frankie and Johnnie, regia di John H. Auer, Chester Erskine (1936)
- Un giorno alle corse (A Day at the Races), regia di Sam Wood (1937)
- La grande città, regia di Frank Borzage (1937)
- Tre camerati, regia di Frank Borzage (1938)
- Il grande valzer, regia di Julien Duvivier (1938)
- Donne, regia di George Cukor (1939)
- Balalaika, regia di Reinhold Schünzel (1939)
- Scandalo a Filadelfia, regia di George Cukor (1940)
- Il ponte di Waterloo, regia di Mervyn LeRoy (1940)
- Il dottor Jekyll e Mr. Hyde, regia di Victor Fleming (1941)
- Le fanciulle delle follie, regia di Robert Z. Leonard (1941)
- Non tradirmi con me, regia di George Cukor (1941)
- La donna del giorno (Woman of the Year), regia di George Stevens (1942)
- La signora Miniver, regia di William Wyler (1942)
- Prigionieri del passato (Random Harvest), regia di Mervyn LeRoy (1942)
- Madame Curie, regia di Mervyn LeRoy (1943)
- Angoscia (Gaslight), regia di George Cukor (1944)
- Avventura, regia di Victor Fleming (1945)
- La valle del destino, regia di Tay Garnett (1945)
- Pugno di ferro (Killer McCoy), regia di Roy Rowland (1947)
- Brigadoon, regia di Vincente Minnelli (1947)
- The Magnificent Yankee, regia di John Sturges (1950)
- Addio signora Miniver, regia di Henry C. Potter (1950)
- La lettera accusatrice (Cause for Alarm!), regia di Tay Garnett (1951)
- Il prigioniero di Zenda, regia di Richard Thorpe (1952)
- Giulio Cesare, regia di Joseph L. Mankiewicz (1953)
- Il figliuol prodigo, regia di Richard Thorpe (1955)
- Oltre il destino, regia di Curtis Bernhardt (1955)
- Trittico d'amore, regia di Gene Kelly (1956)
- Lassù qualcuno mi ama, regia di Robert Wise (1956)
- Gigi, regia di Vincente Minnelli (1958)
- Come sposare una figlia, regia di Vincente Minnelli (1958)
- Verdi dimore, regia di Mel Ferrer (1959)
- I giganti del mare, regia di Michael Anderson (1959)
- Venere in visone, regia di Daniel Mann (1960)
- Uno scapolo in paradiso (Bachelor in Paradise), regia di Jack Arnold (1961)
- Le 5 mogli dello scapolo (Who's Been Sleeping in My Bed?), regia di Daniel Mann (1963)
- I guai di papà, regia di Jack Arnold (1964)